# Puntos de Cultura

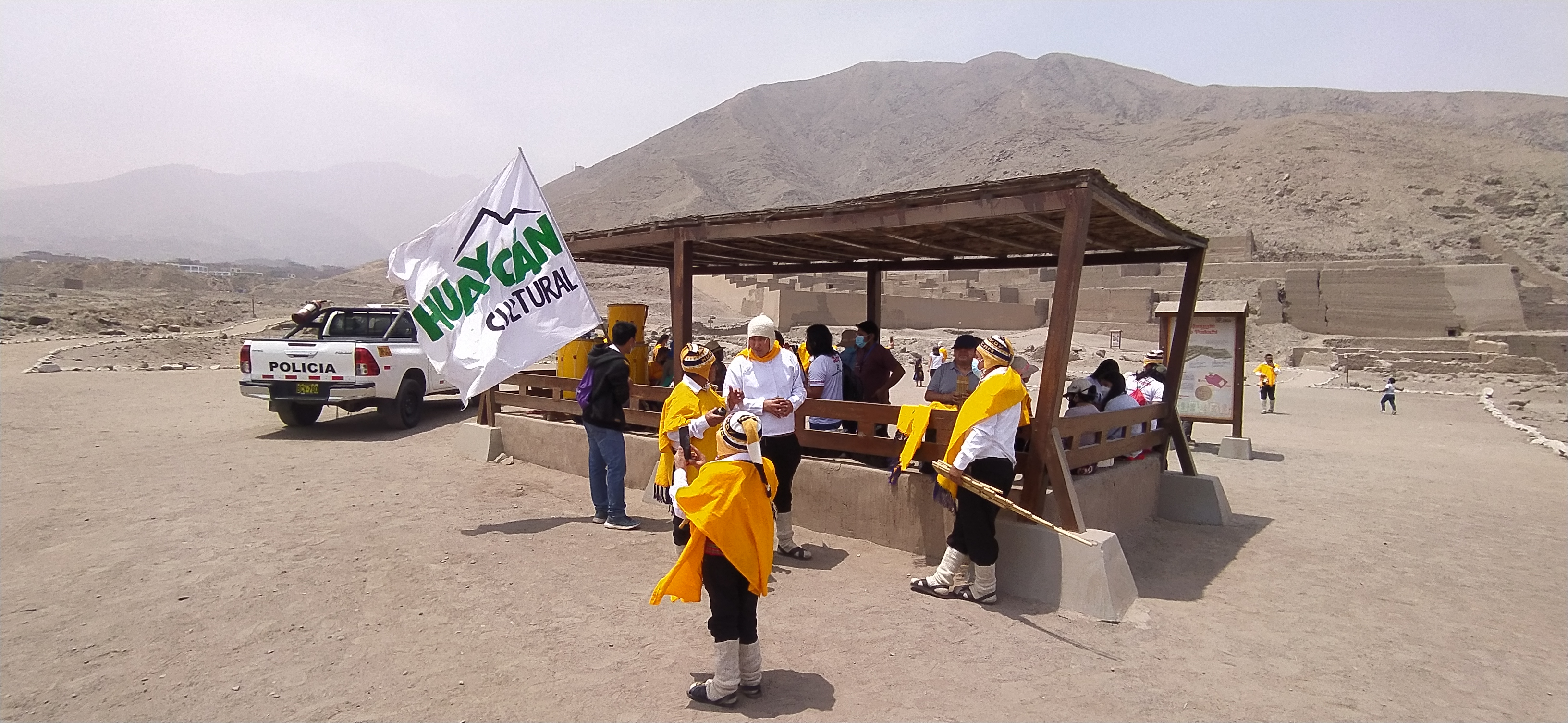
Huaycán Cultural de Perú

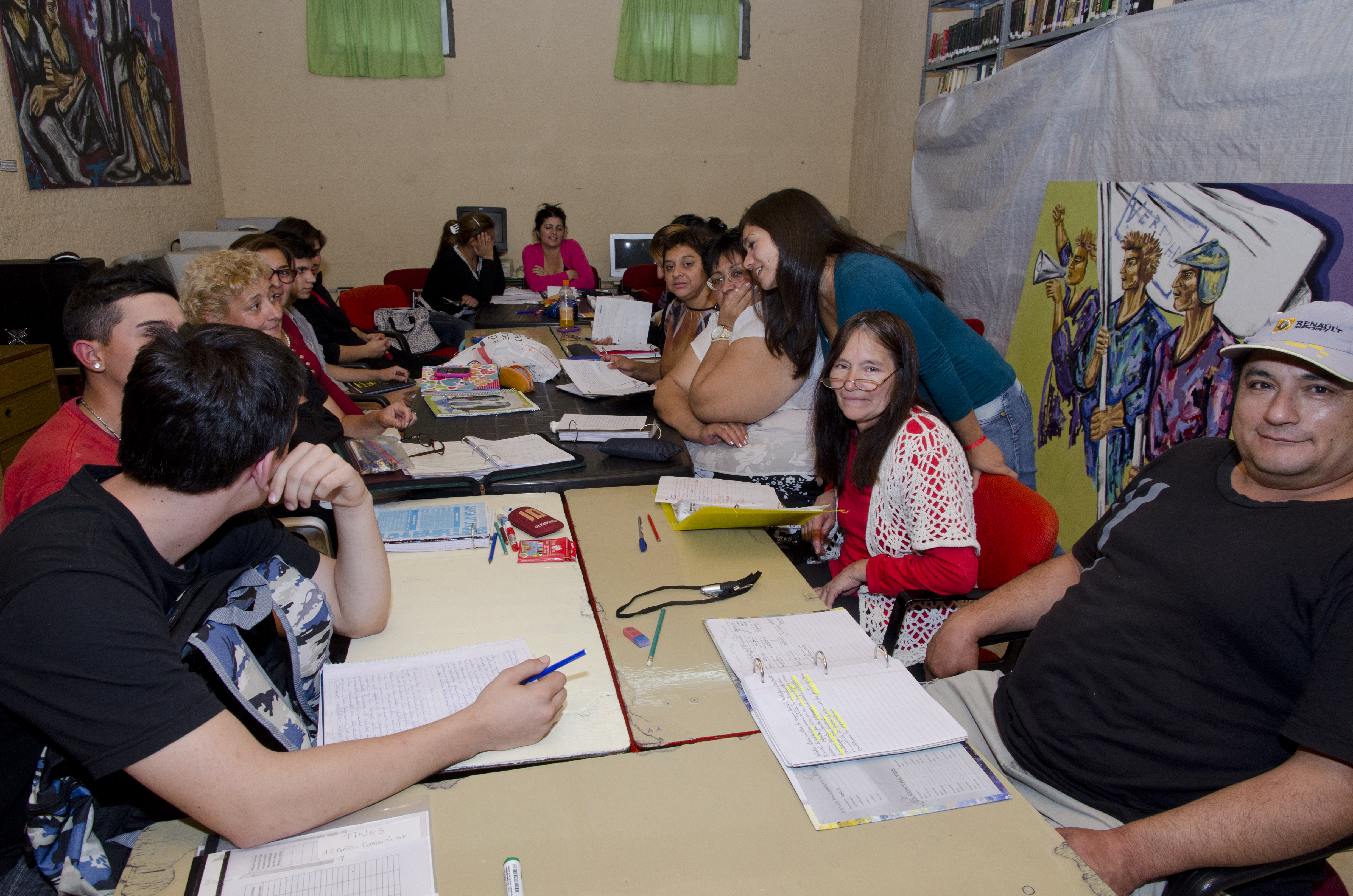
Monte Chingolo de Argentina

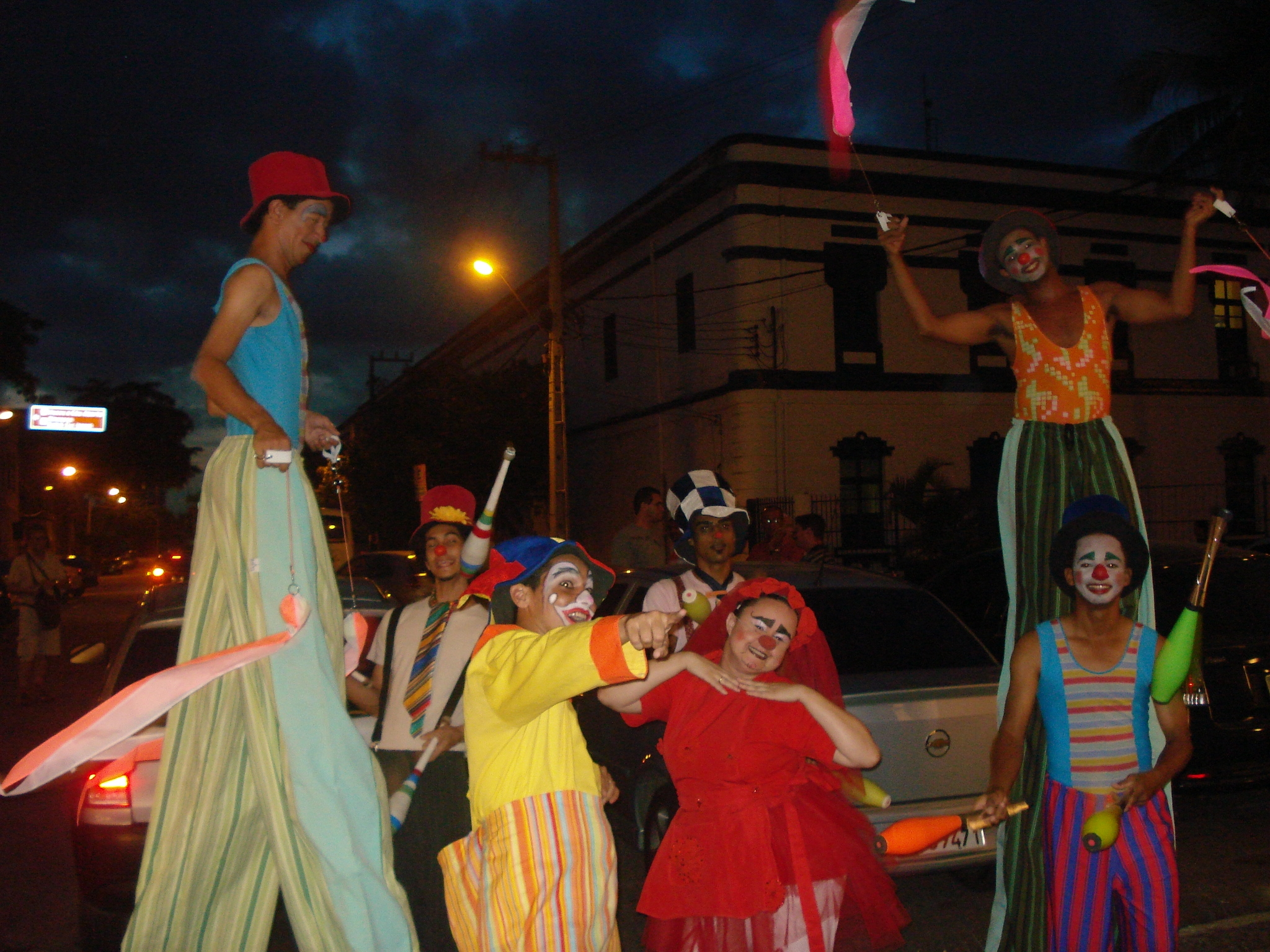
Escola Pernambucana de Circo de Brasil

Puntos de Cultura son organizaciones sin ánimo de lucro que laboran con su comunidad en artes y culturas. Los Puntos de Cultura son asociaciones, colectivos o agrupaciones sin fines de lucro que obran en beneficio de la población y comunidades, que difunden expresiones artísticas, la diversidad cultural, la charla intercultural, entre otros. Son iniciativas de los Ministerios de países que buscan incrementar las prácticas de los derechos culturales en comunidades, con especial realce en niños, jóvenes y población vulnerable. Por ejemplo el Ministerio de Cultura identifica, contempla, fortalece y organiza en una Red Nacional a las organizaciones sociales que trabajan el arte y la cultura. El creador de Puntos de Cultura es el exsecretario del Ministerio de Cultura de Brasil Célio Turino.

## Argentina
En Argentina, Puntos de Cultura fue creado en 2011 por la Secretaría de Políticas Socioculturales de la Secretaría de Cultura de Argentina. En el país hay más de 2100 Puntos de Cultura.

## Brasil
Los Puntos de Cultura son proyectos financiados y apoyados institucionalmente por el Ministerio de Cultura de Brasil (MinC) e implementados por entidades gubernamentales o no gubernamentales. Su objetivo es realizar acciones con impacto sociocultural en las comunidades. El Punto Cultural es la acción prioritaria y el elemento de articulación entre las demás actividades del Programa Cultura Viva del MinC. Existen también los Pontões de Cultura, que tienen como finalidad la gestión y apoyo a los Pontos de Cultura de una región. También existen tipos específicos de Culture Hubs, como los hubs de cultura digital, que, entre otras actividades, difunden el uso y desarrollo de software libre para la producción cultural en medios libres. En Brasil hay más de 5 mil Puntos de Cultura.

## Perú
En Perú, Puntos de Cultura fue creado en 2011 por el Ministerio de Cultura de Perú. En Perú hay aproximadamente 800 Puntos de Cultura.

## Galería

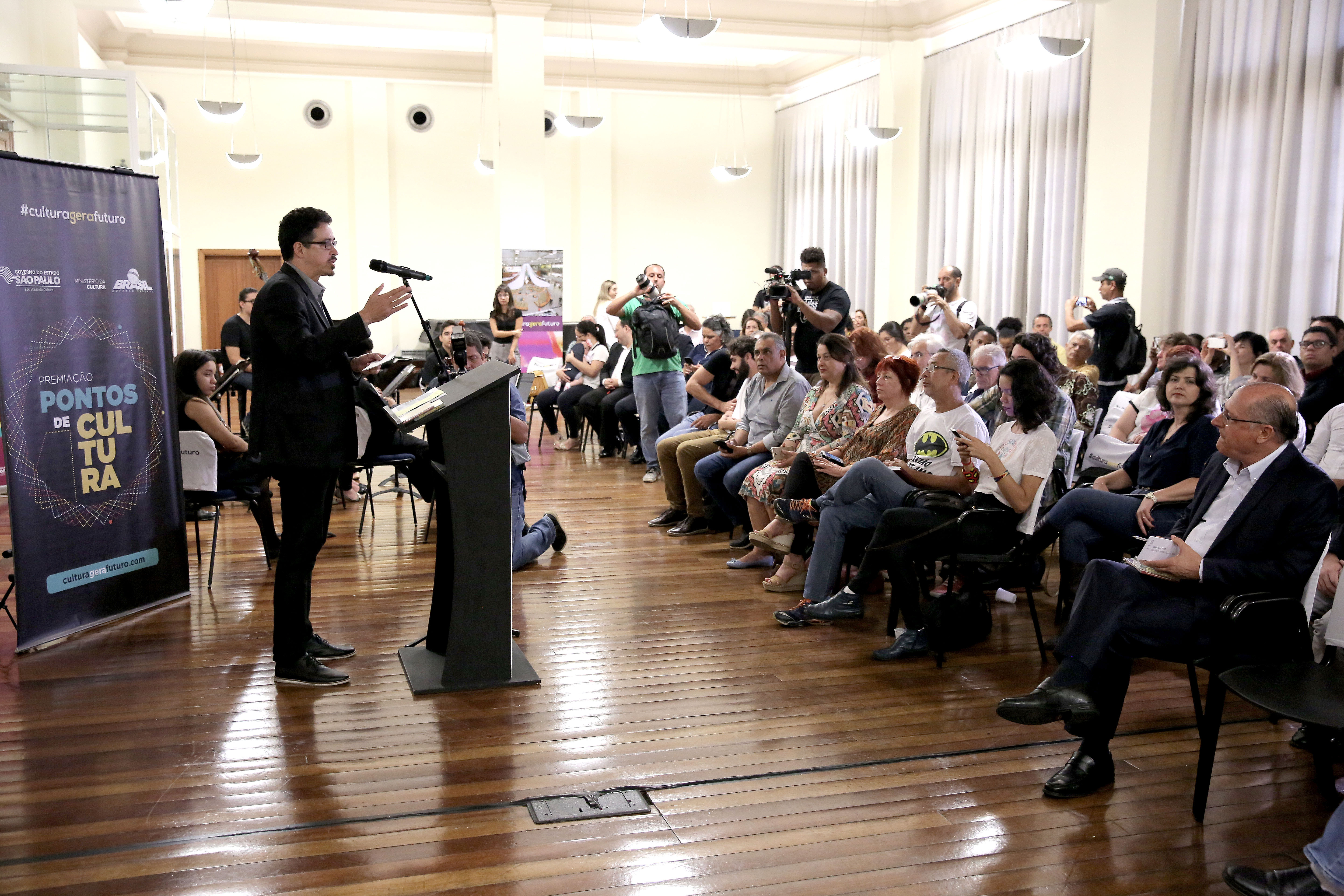
Ministerio de Cultura, Brasil
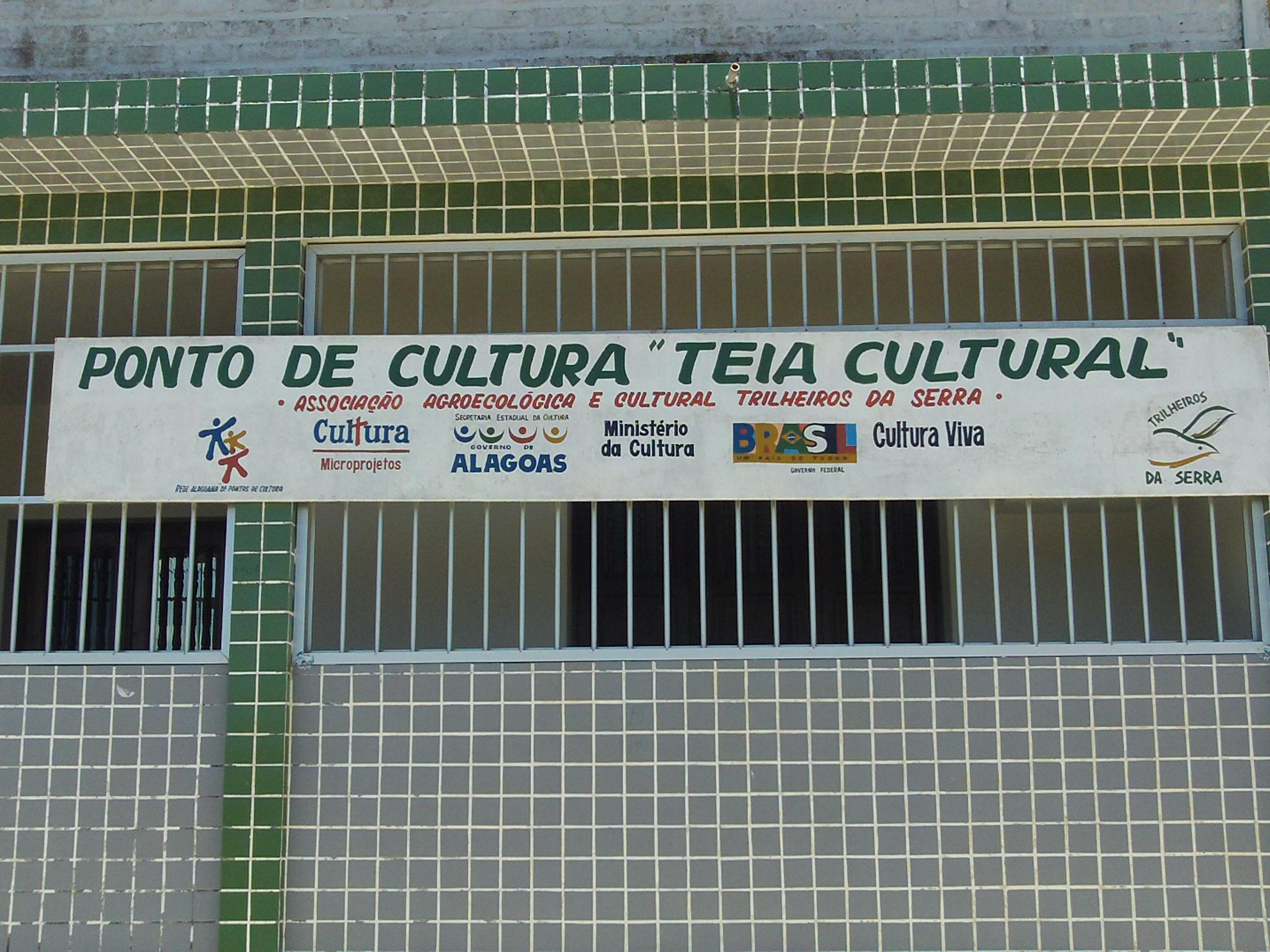
Punto de Cultura en Água Branca
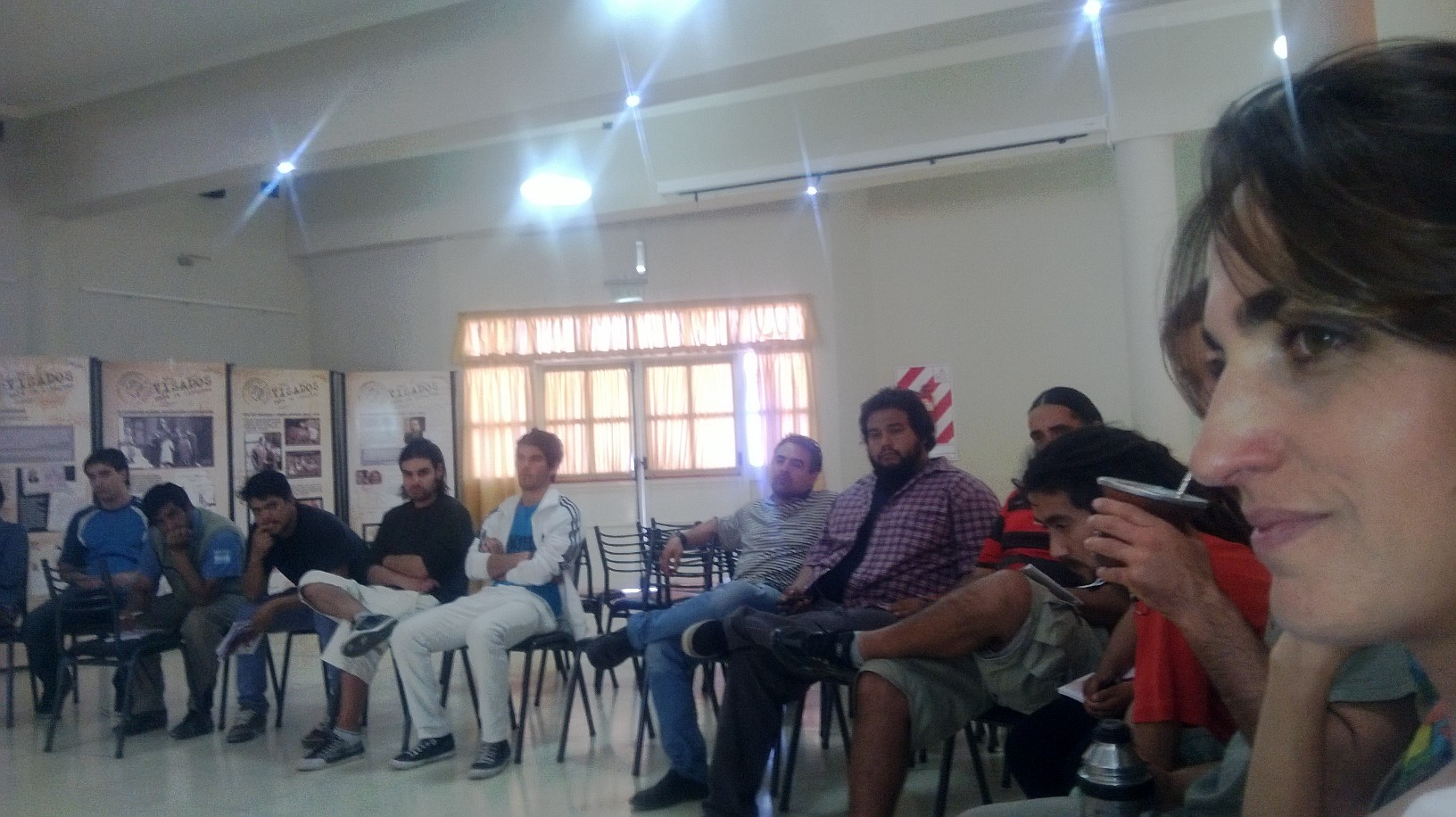
Encuentro de Puntos de Cultura de Cuyo